# Šikovec
Šikovec je priimek več znanih Slovencev:
- Lucija Šikovec Ušaj, slovenska odvetnica in publicistka (komentatorka)
- Olga Šikovec Luncer (1933-), slovensko-hrvaška atletinja
- Slavica (Venčeslava) Šikovec (r. Šadl) (1929 - 2021), slovenska agronomka, živilska tehnologinja in enologinja, zaslužna profesorica Univerze v Ljubljani